# Nomada custeriana
Nomada custeriana är en biart som beskrevs av Cockerell 1911. Nomada custeriana ingår i släktet gökbin, och familjen långtungebin. Inga underarter finns listade i Catalogue of Life.